# Daniel Chmielewski
Vous pouvez aider à l'améliorer ou bien discuter des problèmes sur sa page de discussion.
- Il semble être autobiographique ou autocentré et avoir fait l'objet de modifications substantielles, soit par le principal intéressé, soit par une personne en lien étroit avec le sujet. Il peut être nécessaire de l'améliorer pour respecter le principe de neutralité de point de vue. (Marqué depuis janvier 2025)

Vous pouvez aider à l'améliorer ou bien discuter des problèmes sur sa page de discussion.
- Son texte doit être wikifié : il ne correspond pas à la mise en forme Wikipédia (style, typographie, liens internes, liens entre les wikis, etc.). (Marqué depuis janvier 2025)
- Il est orphelin : moins de trois articles lui sont liés. Aidez à ajouter des liens en plaçant le code [[Daniel Chmielewski]] dans les articles relatifs au sujet. (Marqué depuis janvier 2025)

Pour les articles homonymes, voir Chmielewski.

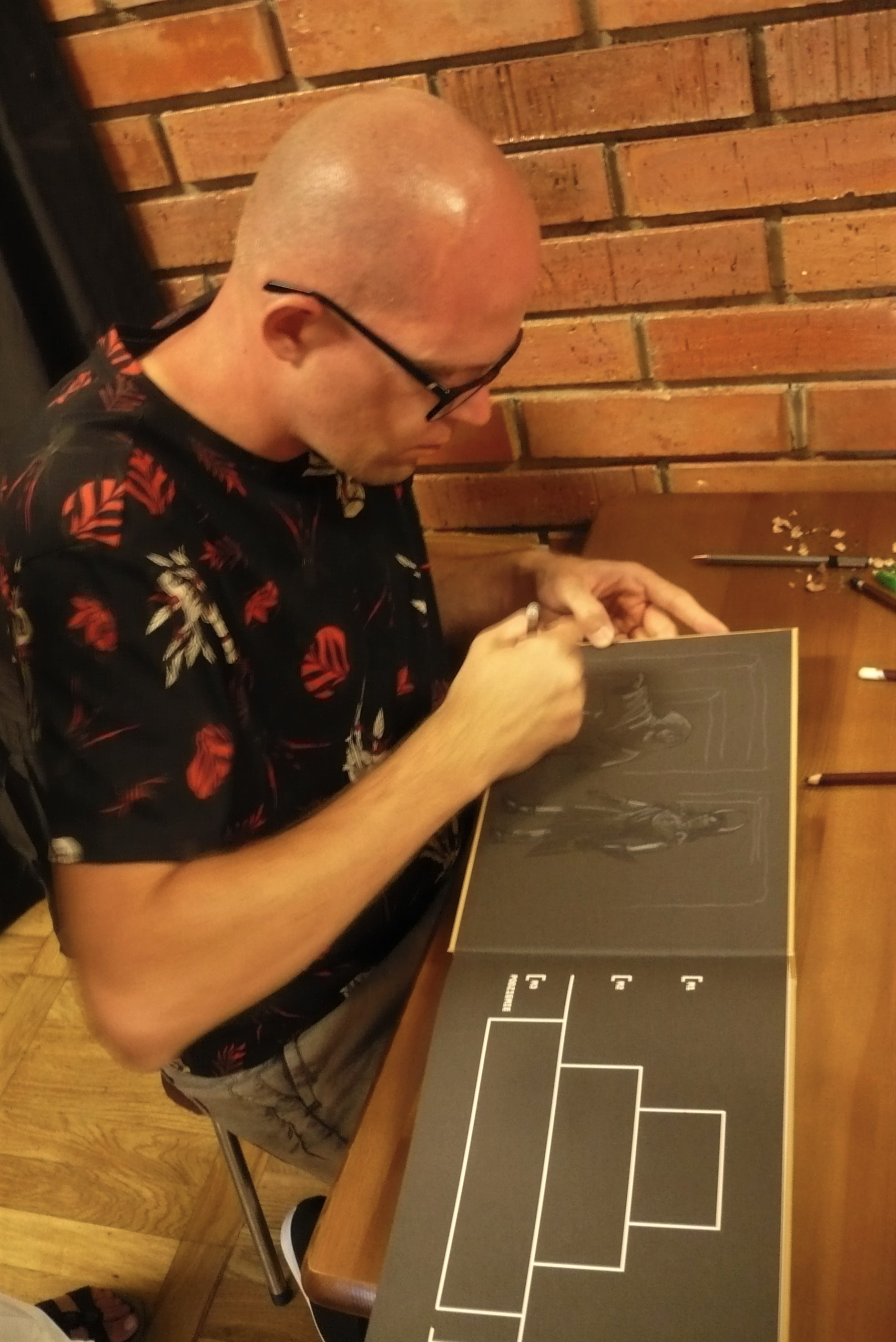
Daniel Chmielewski, Festiwal Góry Literatury en Pologne, 2018

Daniel Chmielewski, né le 12 juillet 1983 à Berlin, est un auteur polonais de bandes dessinées et de livres pour enfants, scénariste et illustrateur.

## Biographie
Daniel Chmielewski est diplômé de l'Académie des beaux-arts de Varsovie à la Faculté de graphisme.
Il fait ses débuts en 2008 avec l'album Zostawiając powidok wibrującej czerni.
Au cours des années 2019-2023, il participe au projet Classiques du roman graphique organisé par l'Institut du théâtre slovène en collaboration avec des partenaires de Pologne (Institut du théâtre Z. Raszewski) et de Slovaquie (Institut du théâtre de Bratislava). Dans ce cadre, des adaptations comiques de trois pièces sont créées : Antigone de Sophocle (Daniel Chmielewski), Roméo et Juliette de William Shakespeare (Juraj Martiška) et Ubu roi d'Alfred Jarry (Ciril Horjak).

## Œuvres

### Bandes dessinées publiées en Pologne
- Zapętlenie (Dans un nœud coulant), Timof comics, 2014[5]
- Ja, Nina Szubur (Moi, Nina Szubur) (d'après le roman d'Olga Tokarczuk, Anna In dans les tombes du monde), Wydawnictwo Komiksowe, 2018[6]
- Ostatnia powieść Jamesa Joyce’a (Le dernier roman de James Joyce) (scénario : Peter Milligan, dessin : Daniel Chmielewski), Trimestriel sur la culture de la bande dessinée Ziniol, no. 53, 2018[7]
- Antigone (texte du drame : Sophocle, traduction : Kazimierz Morawski), Institut du Théâtre Zbigniew Raszewski, 2023[8]

### Autres bandes dessinées

#### En France
- Voyeurs (scénario : Daniel Chmielewski, dessin : Marcin Podolec), La Boîte à Bulles, 2015[9]

#### En Suisse
- Echtzeit, Strapazin no. 119, 2015[10]

#### En Slovaquie
- Antigona (texte dramatique : Sophocle, traduction : L'ubomir Feldek), Divadelný ústav, 2023[11]

#### En Slovénie
- Antigona (texte dramatique : Sophocle, traduction : Kajetan Gantar), Slovenski gledališki inštitut, 2023[12]

#### En Allemagne
- Im Kopf der Übersetzerin oder Wie Menschen übersetzen (scénario : Tomasz Pindel, dessin : Jacek Świdziński, Daniel Chmielewski, Robert Sienicki, Berenika Kołomycka, Fanny Vaucher), VdÜ , 2024[13]

### Expositions
- 2015 – Comics aus Polen (exposition collective), Strapazin Büro, Munich[14]
- 2016 – Magma. La Bande Dessinée Polonaise contemporaine (exposition collective), Lieu d'Europe, Strasbourg [15]
- 2022 – La bande dessinée polonaise au Festival d'Angoulême (exposition collective), Angoulême[16]